# ВМЗ-62151 «Премьер»
ВМЗ-62151 — первый российский сочленённый низкопольный троллейбус особо большой вместимости для внутригородских пассажирских перевозок, производившийся с 2006 по 2012 год на Вологодском механическом заводе. С 2022 года выпускается новая модель ВМЗ-6215.01. Он представляет собой сочленённую версию модели ВМЗ-5298.01 и ВМЗ-5298.01 «Авангард» (в зависимости от года выпуска).
Модель троллейбуса в настоящее время используется только в Санкт-Петербурге, также есть и в Рязани (списаны), Ростове-на-Дону и Нижнем Новгороде, эксплуатация в Москве осуществлялась с 2006 по 2020 год.

## Описание
Первый ВМЗ-62151 был построен в конце 2005 года. Его оснастили асинхронным двигателем с транзисторно-импульсным преобразователем (ТрСУ) на IGBT-транзисторах, антиблокировочной системой тормозов (ABS) Knorr-Bremse (Германия), рулевым управлением с гидравлическим усилителем Csepel и мостами Rába (Венгрия).
Имеется рекуперация, энергия которой может достигать 30 процентов. Подвеска — зависимая, пневморессорная с гидравлическими амортизаторами, пневмобаллонами и регуляторами положения уровня пола, поддерживающими его постоянную высоту вне зависимости от нагрузки.
Узел сочленения — производства немецкой компании Hübner GmbH, продукция которой хорошо известна в России по автобусам ЛиАЗ-6212, собираемым в подмосковных Мытищах дизель-поездам РА-В для Венгрии и вагонам метро «Русич». Помимо этого, с метро ВМЗ-62151 роднит также и тяговый двигатель ТАД-280L4, модификация которого несколько лет назад испытывалась на опытных вагонах «Яуза».
Снаружи троллейбус, помимо своих размеров, отличается нестандартной голубовато-сиреневой окраской и другими, менее заметными деталями. Среди них, в частности, большее число габаритных огней и появившиеся около каждой двери наружные кнопки для их аварийного открывания.
Слегка изменилось лобовое стекло. Вместо скруглённых, его нижние углы стали прямыми, также оно лишилось декоративного уплотнителя. Это — задел на будущее: для большего удобства обслуживания находящегося под передней пластиковой маской оборудования, её планировалось сделать открывающейся, изготовление которой, если стекло осталось бы прежней формы, стало бы более трудоёмким. Лобовое стекло панорамного типа, безосколочное.
Для борьбы с коррозией, а также для повышения жёсткости кузова и меньшей трудоёмкости его изготовления, каркас машины обшивается цельнотянутым наклеиваемым листом оцинкованной стали.
Оформление салона аналогично выпущенным в то же время ВМЗ-5298.01. На данной машине он отделан трудногорючим пластиком и металлом, окрашенным светло-бежевой порошковой эмалью. Пол покрыт светло-серым нескользящим покрытием, а потолок — тканевой обивкой синего цвета.
Напротив второй двери имеется два места для пассажиров с детскими колясками или инвалидов-колясочников. Для их входа и выхода оборудована выдвигаемая вручную аппарель.
Кабина оборудована кондиционером и электронной системой, показывающей скорость движения (возможен и обыкновенный стрелочный спидометр), силу тока и напряжение в контактной сети.
Для обзора водителем задней части салона в нём установлено три сферических зеркала, углы поворота которых можно автоматически регулировать из кабины. Для тех же целей есть возможность установки видеонаблюдения — двух камер в салоне и монитора в кабине.
Для лучшего информирования пассажиров использованы электромеханические маршрутоуказатели, в дополнение к ним внутри возможна установка бегущей строки.
Производителем предусмотрены и другие варианты комплектации. Вместо асинхронного привода может быть установлен коллекторный, а вместо IGBT-транзисторной (транзисторной на IGBT) — реостатно-контакторная (РКСУ) или вообще любая из известных СУ. Также возможны тонированные стёкла, кондиционирование салона и другие, влияющие не только на комфорт пассажира, но и на конечную цену продукта решения.

## История поставок

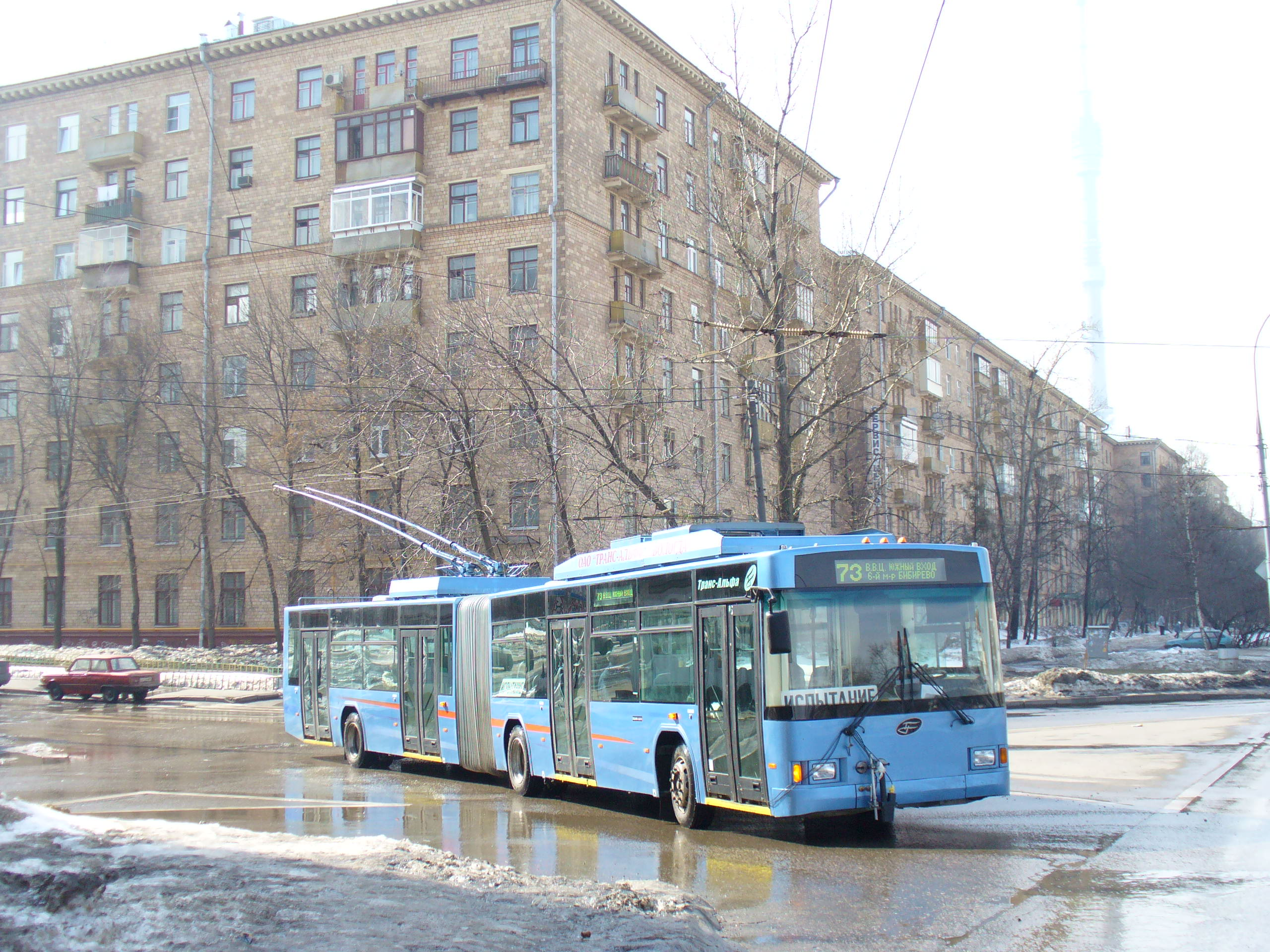
Первый троллейбус ВМЗ-62151 на испытаниях в Москве (2006)

С 27 января по 3 февраля 2006 года ВМЗ-62151 можно было видеть на прошедшей на ВВЦ выставке «ЭкспоТрансАльянс-2006». После неё машина была направлена в 6-й троллейбусный парк для прохождения сертификационных испытаний, проводившихся совместными силами специалистов завода-изготовителя и Дмитровского полигона. В их ходе проверялась динамика, уровень шума, наличие помех радиосвязи, управляемость, правильность работы приборов, вес и другие параметры.
Второй раз машину показали 12 июня на выставке ПС Мосгортранса у главного входа на ВВЦ. В июле троллейбусу был присвоен парковый номер 6000, после чего он начал работать с пассажирами на 73-м маршруте. В августе, перед выставкой в честь Дня города, оригинальные пассажирские сиденья были заменены на пластмассовые с мягкими вставками.
В мае 2007 года 6000 был перенумерован в 6610, одновременно с этим в Москву начались поставки серийных ВМЗ-62151. Эти машины получили белую окраску с синей юбкой, более простую отделку салона с пластиковым покрытием потолка и без зеркал для обзора прицепа, сократилось число поручней и немного поменялась их компоновка, сидений на передней площадке стало на четыре меньше, появились работающие по принципу развёртки относительно высокой частоты бегущая строка и маршрутоуказатели, увеличилась площадь пола напротив задней двери, ставятся мягкие сиденья с высокими спинками.
В конце марта 2021 года началась разработка нового ВМЗ-62151. В декабре 2021 года заключен контракт с ГУП "Горэлектротранс" (г. Санкт-Петербург) на поставку 23 таких троллейбусов.
В октябре 2022 года был собран первый экземпляр нового "Премьера", унифицированного с последними экземплярами "Авангардов" (маски от электробуса ВМЗ-5298.02 "Сириус"). Новая модель получила обозначение ВМЗ-6215.01.

## Эксплуатирующие города
Модель троллейбуса ВМЗ-62151 можно встретить в Санкт-Петербурге, Ростове-на-Дону, Рязани, Нижнем Новгороде и Москве:
| Страна | Город           | Эксплуатирующая организация            | Модификация           | Количество |
| Россия | Москва          | ГУП «Мосгортранс»                      | ВМЗ-62151             | 1 единица (1 сгорел, 10 передано в 2021 г. в Рязань, Ростов-на-Дону и Нижний Новгород, все остальные списаны на детали) |
| Россия | Санкт-Петербург | ГУП «Горэлектротранс»                  | ВМЗ-62151 ВМЗ-6215.01 | 6 единиц 23 единицы |
| Россия | Нижний Новгород | Нижегородский троллейбус               | ВМЗ-62151             | 5 единиц (прибыли из Москвы)                                                                                            |
| Россия | Ростов-на-Дону  | МУП «Ростовская транспортная компания» | ВМЗ-62151             | 2 единицы (прибыли из Москвы)                                                                                           |